# Sphegigaster euryepomis
Sphegigaster euryepomis är en stekelart som beskrevs av Heydon och Laberge 1988. Sphegigaster euryepomis ingår i släktet Sphegigaster och familjen puppglanssteklar. Inga underarter finns listade i Catalogue of Life.